# (143751) 2003 US292
2003 يو أس 292 (ويعرف أيضًا باسم (143751) 2003 يو أس 292 وفق تسمية الكوكب الصغير) (بالإنجليزية: 2003 US292)‏ هو كويكب ضمن حزام الكويكبات؛ وترتيبه 143751 من حيث الاكتشاف.
اكتُشف هذا الجُرم الفلكي بواسطة مارك ويليام بوي في 24 أكتوبر 2003.

## وصلات خارجية
- (143751) 2003 US292 في قاعدة بيانات مختبر الدفع النفاث لأجرام النظام الشمسي الصغيرة

- الاكتشاف · مخطط المدار ·  العناصر المدارية · المعلمات المادية

- (143751) 2003 US292 على موقع ويكي سكاي: DSS2, SDSS, GALEX, IRAS, Hydrogen α, X-Ray, Astrophoto, Sky Map, Articles and images